# 白頸麥雞
白頸麥雞以前被稱為「蒙面鸻」（Masked Plover）和「直翅鸻」（Spur-winged Plover）。是澳大利亞較為常見的鳥類之一，尤其在北部和东部地区。白頸麥雞大部分的時間在地面上尋找食物，如小型的昆蟲。

## 描述

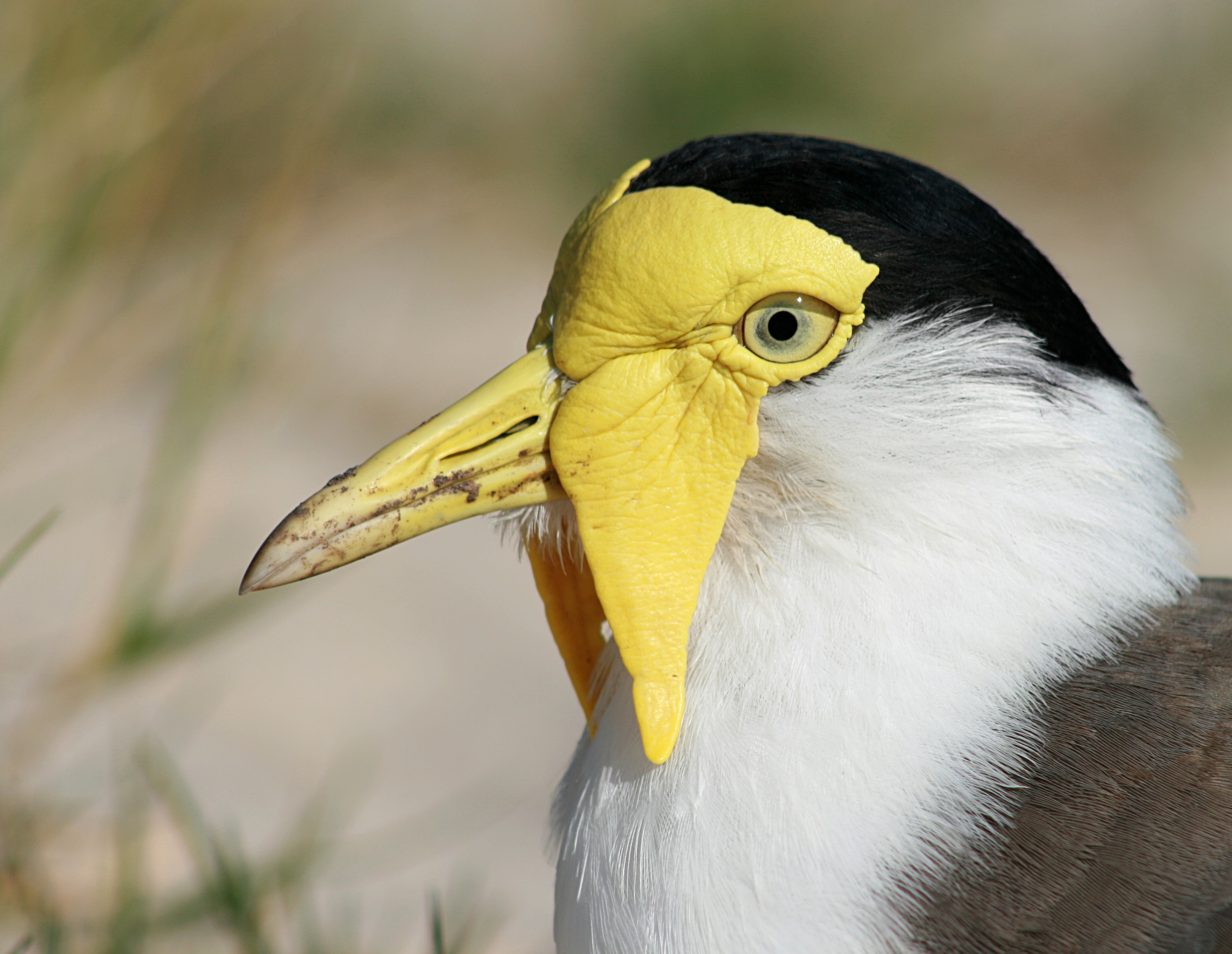
頭部特寫

白颈麦鸡是鴴科家族中體型最大也最具代表性的一員，約35公分（14英寸）長、370克（13盎司）重。本種有兩個亞種，最近被认为可能是两种不同的物种。澳大利亚北部亚种（Vanellus miles miles）颈部为纯白色，肉垂很大为黄色。南部和东部亚种（Vanellus miles novaehollandiae）颈部有黑色条纹，肉垂相对较小。